# Đế quốc Palmyra
Đế quốc Palmyra (260 - 273) là một quốc gia được tách khỏi Đế quốc La Mã trong cuộc khủng hoảng của thế kỷ thứ ba. Quốc gia này bao gồm các tỉnh La Mã như Syria Palaestina, Aegyptus và phần lớn vùng Tiểu Á. Đế quốc Palmyra do Nữ vương Zenobia cai trị, đại diện cho người con thơ Vaballathus của bà. Thủ đô trong một thời gian ngắn là Palmyra (nay thuộc Syria).

## Lịch sử
Bất chấp một số cuộc khủng hoảng, Đế quốc La Mã vẫn đứng vững như bàn thạch kể từ khi thành lập dưới thời Augustus. Nhưng sau khi Hoàng đế Alexander Severus bị đám binh sĩ sát hại vào năm 235, các đạo quân lê dương La Mã thì đại bại trong một chiến dịch chống lại đế quốc Sassanid Ba Tư khiến đế chế mau chóng tan vỡ. Các tướng lĩnh liền nhân cơ hội này mà lao vào tranh giành quyền kiểm soát đế chế, khiến các vùng biên giới bị bỏ bê và phải hứng chịu các cuộc tấn công triền miên của các man tộc Carpia, Goth, Vandal và Alamanni, cùng những đợt xâm lấn ngay từ kẻ thù không đội trời chung là Sassanid ở phía đông.
Cuối cùng vào năm 258, những xung đột nội bộ đã xảy ra khiến Đế quốc La Mã bị phân chia thành ba quốc gia đối lập riêng biệt. Các tỉnh La Mã là Gallia, Britannia và Hispania bị các cuộc bạo loạn nhấn chìm dẫn tới việc thành lập Đế quốc Gallia. Septimius Odaenathus, một tiểu vương xứ Palmyra, được Hoàng đế Valerianus bổ nhiệm làm thống đốc tỉnh Syria. Kể từ khi chính quyền La Mã bất lực trong việc bảo vệ các tỉnh phía đông chống lại đế quốc Sassanid của Ba Tư, ngay sau đó Septimius Odaenathus quyết định sử dụng các đạo quân lê dương trọng yếu mà ông được tùy ý sử dụng - trong đó có quân đoàn lê dương nổi tiếng Legio XII Fulminata - để bảo vệ các tỉnh của mình còn hơn là can thiệp vào các cuộc tranh giành đấu đá vì Roma.
Sau khi Valerianus bị quân Sassanid bắt giữ và bị giam cầm đến chết ở Bishapur, Odaenathus đã tiến quân tới tận Ctesiphon (gần Baghdad ngày nay) để trả thù, xâm phạm thành phố đến hai lần. Khi Odaenathus bị cháu trai của mình là Maconius ám sát, Vương hậu Septimia Zenobia của ông đã lên nắm quyền, cai trị ở Palmyra thay mặt cho con trai còn nhỏ của bà là Vaballathus. Zenobia liền nhân cơ hội nổi dậy chống lại chính quyền La Mã lúc này hết sức hỗn loạn với sự giúp đỡ của Cassius Longinus và tiến chiếm Bosra và các vùng đất xa xôi về phía tây như Ai Cập, Syria, Palestine, Tiểu Á và Liban để thành lập Đế quốc Palmyra trong một thời gian ngắn ngủi. Tiếp theo, bà còn mang quân đánh chiếm Antioch ở phía bắc để mở rộng cương thổ của đế chế.
Năm 270, Aurelianus trở thành Hoàng đế La Mã. Sau khi hành quân đánh bại người Alamanni, vốn định đe dọa xâm lược Ý để khống chế Roma, Aurelianus liền chuyển sự chú ý đến các tỉnh phía đông bị mất mà thế lực đóng vai trò chủ yếu tại đây là Đế quốc Palmyra. Sau hai năm tích trữ lương thảo và chiêu mộ binh lính thì vào năm 272, Hoàng đế Aurelianus đã xua quân đánh bại Nữ hoàng Zenobia trong trận Immae và quyết chiến lần cuối trong trận Emesa. Trong vòng sáu tháng, quân đội của ông đã đứng trước cửa chân thành Palmyra, nhận thấy đại thế đã mất nên dân chúng cùng tướng sĩ liền mở cổng thành đầu hàng. Còn lại một mình Zenobia và vài người hầu cận đã định chạy trốn qua Ba Tư nhưng họ chưa kịp khởi hành thì bị binh lính la Mã phát hiện và bắt được. Quân đội La Mã ca khúc khải hoàn giải bà về Roma xét xử, số phận của Zenobia về sau thế nào cho đến nay vẫn không rõ, có thuyết nói bà bị xử tử, cũng có thuyết cho rằng vì cảm mến tài năng và vẻ đẹp tuyệt trần của Nữ vương mà Aurelianus đã quyết định tha tội chết cho bà.
Sau một cuộc đụng độ ngắn với người Ba Tư và đánh dẹp kẻ cướp ngôi Firmus ở Ai Cập, Aurelianus còn trở lại trấn áp Palmyra vào năm 273 khi thành phố này lại nổi loạn lần nữa. Sau khi chiếm được thành, Aurelianus đã cho phép binh lính mặc sức cướp phá thành phố và Palmyra không bao giờ hồi phục được sự thịnh vượng như xưa. Ông còn được biết đến với tên gọi Parthicus Maximus và Restitutor Orientis ("Người khôi phục phương Đông").